# Dolé (Tounouga)
Dolé (auch: Dollé) ist ein Dorf in der Landgemeinde Tounouga in Niger.

## Geographie
Das von einem traditionellen Ortsvorsteher (chef traditionnel) geleitete Dolé ist das am weitesten südlich gelegene Dorf des Landes und befindet sich unmittelbar an der Staatsgrenze zu Nigeria. Die Grenzregion zwischen Niger, Nigeria und Benin ist die Landschaft Dendi. Das Dorf Tounouga, der Hauptort der gleichnamigen Landgemeinde, die zum Departement Gaya in der Region Dosso gehört, liegt etwa neun Kilometer nördlich von Dolé. Jenseits der Staatsgrenze setzt sich Dolé in der Siedlung Dolekaina („Klein-Dole“) fort, die entsprechend der Amtssprache Nigerias auch als Dole Ingilishi („Englisch-Dole“) bezeichnet wird.
Bei Dolé mündet das Trockental Dallol Foga in den Strom Niger. Das Dorf liegt im Feuchtgebiet am mittleren Niger II, das zu den Ramsar-Gebieten in Niger zählt. Eine Zählung der Wasservögel in Dolé im Januar 2004 ergab 1920 Einzeltiere und 19 Arten. Die Siedlung ist von Überschwemmungen bedroht. Zu solchen kam es beispielsweise in den Jahren 2010 und 2015.
In Dolé herrscht ein Steppenklima mit wenig Niederschlag vor.
|                        | Jan  | Feb  | Mär  | Apr  | Mai  | Jun  | Jul  | Aug  | Sep  | Okt  | Nov  | Dez  |   |      |
| Mittl. Temperatur (°C) | 26,3 | 29,1 | 32,1 | 34,0 | 32,8 | 30,3 | 27,6 | 26,2 | 27,0 | 28,9 | 28,3 | 26,4 | ⌀ | 29,1 |
| Mittl. Tagesmax. (°C)  | 33,8 | 37,0 | 39,8 | 40,7 | 38,8 | 35,5 | 31,7 | 29,8 | 31,0 | 34,2 | 35,7 | 33,9 | ⌀ | 35,1 |
| Mittl. Tagesmin. (°C)  | 19,4 | 21,7 | 24,1 | 27,3 | 27,5 | 25,8 | 24,1 | 23,3 | 23,6 | 23,9 | 21,1 | 19,5 | ⌀ | 23,4 |
|                        |      |      |      |      |      |      |      |      |      |      |      |      |   |      |
| Niederschlag (mm)      | 0    | 0    | 1    | 11   | 44   | 78   | 149  | 233  | 107  | 24   | 0    | 0    | Σ | 647  |
|                        |      |      |      |      |      |      |      |      |      |      |      |      |   |      |
| Sonnenstunden (h/d)    | 10,4 | 10,6 | 10,8 | 11,1 | 11,1 | 9,8  | 8,1  | 7,0  | 7,9  | 10,0 | 10,4 | 10,3 | ⌀ | 9,8  |
|                        |      |      |      |      |      |      |      |      |      |      |      |      |   |      |
| Regentage (d)          | 0    | 0    | 0    | 2    | 6    | 10   | 14   | 16   | 11   | 3    | 0    | 0    | Σ | 62   |
|                        |      |      |      |      |      |      |      |      |      |      |      |      |   |      |
| Luftfeuchtigkeit (%)   | 17   | 14   | 14   | 28   | 46   | 60   | 74   | 82   | 80   | 61   | 31   | 21   | ⌀ | 44,2 |

| 19,4 |

| 21,7 |

| 24,1 |

| 27,3 |

| 27,5 |

| 25,8 |

| 24,1 |

| 23,3 |

| 23,6 |

| 23,9 |

| 21,1 |

| 19,5 |

| 19,4 |

| 21,7 |

| 24,1 |

| 27,3 |

| 27,5 |

| 25,8 |

| 24,1 |

| 23,3 |

| 23,6 |

| 23,9 |

| 21,1 |

| 19,5 |

| N i e d e r s c h l a g | 0   | 0   | 1   | 11  | 44  | 78  | 149 | 233 | 107 | 24  | 0   | 0   |
|                         | Jan | Feb | Mär | Apr | Mai | Jun | Jul | Aug | Sep | Okt | Nov | Dez |

## Geschichte

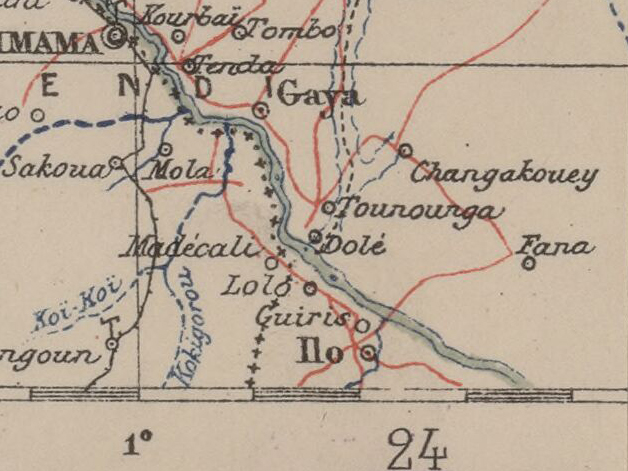
Ausschnitt einer Karte von 1903 mit Dolé im Zentrum

Angehörige der Hausa-Untergruppe der Kabbawa zogen im 18. und 19. Jahrhundert aus Kebbi Richtung Norden. Eine kleinere Gruppe ließ sich in Dolé nieder. Bei Untersuchungen im Jahr 1984 wurde bei Kindern im Ort ein Befall mit Saugwürmer-Arten festgestellt: Die Prävalenz bei Schistosoma haematobium unter den 10- bis 13-Jährigen und die Prävalenz bei Schistosoma mansoni unter den 5- bis 14-Jährigen betrug jeweils zwei Prozent.

## Bevölkerung
Bei der Volkszählung 2012 hatte Dolé 3325 Einwohner, die in 549 Haushalten lebten. Bei der Volkszählung 2001 betrug die Einwohnerzahl 3186 in 407 Haushalten und bei der Volkszählung 1988 belief sich die Einwohnerzahl auf 2238 in 346 Haushalten.

## Wirtschaft und Infrastruktur
Bei Dolé befindet sich eine der wichtigsten Anlegestellen für die Fischerei am Niger in Niger. Die Rônierpalmen-Zone von Dolé erstreckt sich über eine Fläche von 2081 Hektar. Der Handel im Dorf ist wenig entwickelt. Im Nachbardorf Dolekaina gibt es einen Wochenmarkt, das als ein wirtschaftliches Zentrum für die Bevölkerung beider Siedlungen dient. Mit einem Centre de Santé Intégré (CSI) ist ein Gesundheitszentrum in Dolé vorhanden. Es gibt eine Schule. In Dolé endet die 33,68 Kilometer lange Route 327, die in der Stadt Gaya beginnt. Es handelt sich um eine einfache Landstraße.